# Paulo André de Oliveira
Paulo André Camilo de Oliveira (* 20. August 1998 in Santo André) ist ein brasilianischer Leichtathlet, der sich auf den Sprint spezialisiert hat. Mit der brasilianischen 4-mal-100-Meter-Staffel siegte er 2019 bei den Panamerikanischen Spielen und wurde 2023 Südamerikameister.

## Sportliche Laufbahn
Erste Erfahrungen bei internationalen Meisterschaften sammelte Paulo André de Oliveira bei den Juniorensüdamerikameisterschaften 2015 in Cuenca, bei denen er im 200-Meter-Lauf in 21,24 s den vierten Platz belegte und mit der brasilianischen 4-mal-100-Meter-Staffel in 39,90 s die Goldmedaille gewann. Anschließend wurde er bei den Jugendweltmeisterschaften in Cali in 10,83 s Achter über 100 Meter und konnte seinen Vorlauf über 200 Meter nicht beenden. Im Jahr darauf kam er bei den Ibero-amerikanischen Meisterschaften in Rio de Janeiro in der Staffel im Vorlauf zum Einsatz, die später die Silbermedaille gewann. Anschließend belegte er bei den U20-Weltmeisterschaften in 10,29 s den fünften Platz im 100-Meter-Lauf und wurde mit der Staffel im Vorlauf disqualifiziert. 2017 gewann er bei den Panamerikanischen Juniorenmeisterschaften in Trujillo in 10,46 s die Silbermedaille über 100 Meter und konnte seinen Vorlauf über 200 Meter nicht beenden. Bei den Ibero-Amerikanischen Meisterschaften 2018, die ebenfalls in Trujillo stattfanden, siegte er in 10,27 s über 100 Meter sowie auch mit der brasilianischen Stafette in 38,78 s.
2019 siegte er bei den World Relays in Yokohama in 38,05 s mit der 4-mal-100-Meter-Staffel und kam mit der 4-mal-200-Meter-Staffel nicht ins Ziel. Anschließend siegte er bei der Sommer-Universiade in Neapel in 10,09 s über 100 Meter sowie in 20,28 s auch über 200 Meter, ehe er mit der Staffel in 83,05 s auf Rang sieben landete. Im August gewann er schließlich in 10,16 s die Silbermedaille über 100 Meter bei den Panamerikanischen Spielen in Lima hinter dem US-Amerikaner Mike Rodgers. Zudem siegte er mit der brasilianischen Staffel in 38,27 s. Bei den Weltmeisterschaften in Doha erreichte er über 100 Meter das Halbfinale, in dem er mit 10,14 s ausschied. Über 200 Meter schied er mit 20,75 s im Vorlauf aus und wurde in der Staffel in 37,72 s Vierter. Ende Oktober gewann er bei den Militärweltspielen in Wuhan in 10,32 s die Silbermedaille hinter dem Iraner Hassan Taftian und siegte mit der Staffel in 38,68 s. Bei den World Athletics Relays 2021 im polnischen Chorzów gelangte er mit der 4-mal-100-Meter-Staffel bis in das Finale und wurde dort disqualifiziert. Im Sommer gelangte er bei den Olympischen Sommerspielen in Tokio bis ins Finale und schied dort mit 10,31 s aus und verpasste im Staffelbewerb mit 38,34 s den Finaleinzug.
2023 belegte er bei den Südamerikameisterschaften in São Paulo in 10,03 s den vierten Platz über 100 Meter und siegte mit der Staffel in 38,70 s gemeinsam mit Felipe Bardi, Erik Cardoso und Rodrigo do Nascimento. Im August schied er bei den Weltmeisterschaften in Budapest mit 10,25 s in der ersten Runde über 100 Meter aus und verhalf der Staffel zum Finaleinzug. Ende Oktober schied er bei den Panamerikanischen Spielen in Santiago de Chile mit 49,83 s im Vorlauf über 100 Meter aus. Bei den World Athletics Relays 2024 auf den Bahamas sicherte er der 4-mal-100-Meter-Staffel einen Startplatz bei den Olympischen Sommerspielen in Paris. Dort ging er jedoch nur über 100 Meter an den Start und schied dort mit 10,46 s in der ersten Runde aus.
In den Jahren von 2017 bis 2021 und 2023 wurde de Oliveira brasilianischer Meister im 100-Meter-Lauf sowie von 2018 bis 2021 auch in der 4-mal-100-Meter-Staffel. Er ist der Sohn des ehemaligen brasilianischen Sprinters Carlos José Camilo de Oliveira.

## Persönliche Bestzeiten
- 100 Meter: 10,02 s (−0,6 m/s), 14. September 2018 in Bragança Paulista
- 200 Meter: 20,28 s (+0,5 m/s), 11. Juli 2019 in Neapel